# 집 없는 아이 (드라마)
《집 없는 아이》(家なき子)는 1994년과 1995년 닛폰 TV의 토요 그랜드 극장 시간대에 방송된 텔레비전 드라마이다. 아다치 유미가 주연을 맡았으며, 드라마의 흥행으로 1994년 12월 17일 극장판도 개봉되었다.

## 개요
가정폭력에 시달리는 초등학생 소녀가 불합리한 상황에서도 지지 않고 살아가는 모습을 그렸다.
당시 12세였던 아다치 유미의 출세작이다. 특히 “동정할 거라면 돈을 줘” 라는 극중 대사가 신어·유행어 대상을 수상할 정도로 화제였다. 시즌 1은 평균시청률 24.7%, 최고시청률 37.2%(마지막회)를 기록하였으며 시즌 2는 평균시청률 22.5%, 최고시청률 31.5%(마지막회)를 기록하였다.